# Elecciones parlamentarias del Alto Karabaj de 2000
El 18 de junio de 2000 se celebraron elecciones parlamentarias en Artsaj. Se eligió un total de 33 miembros de la Asamblea Nacional. La participación electoral fue del 59,7%.

## Campaña
A las elecciones se presentaron un total de 115 candidatos, de los cuales 88 eran independientes y 25 miembros de partidos políticos.

## Resultados
|  | 60.61 % |

|  | 27.27 % |

|  | 3.03 % |

|  | 3.03 % |

|  | 6.06 % |

|  | 100 % |

|  | 59.70 % |